# Kurusjärvi, Norrbotten
Kurusjärvi är en sjö i Pajala kommun i Norrbotten och ingår i Torneälvens huvudavrinningsområde. Kurusjärvi ligger i Torne och Kalix älvsystem Natura 2000-område.